# Jesús Fructuoso Contreras

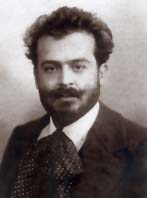
Jesús F. Contreras

Jesús Fructuoso Contreras (* 20. Januar 1866 in Aguascalientes; † 13. Juli 1902 in Mexiko-Stadt) war ein mexikanischer Bildhauer.

## Biografie
Fructuoso ging 1880 nach Mexiko-Stadt und studierte an der Escuela Nacional de Bellas Artes und lernte unter anderem in der Bildhauerwerkstatt von Miguel Noreña. Bei der XXI. Ausstellung der Escuela Nacional de Bellas Artes erhielt er den ersten Preis für Bildhauerei und ein Stipendium für Paris. Dort erlernte er bei einem gewissen Herrn Gagnot in der Gießerei „Thiébaut Frères“ die Kunstbronzegießerei und bei einem Architekten namens Colibert die Steinschnitzerei. Nach der Rückkehr in sein Heimatland gründete er 1892 in Mexiko-Stadt die „Fundición Artística Mexicana“ (span. für Mexikanische Kunstgießerei). 1898 wurde er vom mexikanischen Hauptbevollmächtigten für Schöne Künste für die Teilnahme an der Weltausstellung 1900 in Paris bestellt. Mit seiner Skulptur „Malgré“ gewann er den ersten Preis, das Ehrenlegion-Kreuz und wurde von Auguste Rodin beglückwünscht. 1886 half er Noreña beim Guss seines Cuauhtémoc-Denkmals und wurde von der Regierung Coahuilas mit der Fertigung eines Reiterstandbildes von General Ignacio Zaragoza beauftragt. Fructuoso wurde Leiter der Gießereiwerkstatt an der Escuela Nacional de Artes y Oficios, war 1892 Gründungspräsident der  Ateneo Mexicano Literario y Artístico, 1901 Inspekteur für öffentliche Denkmäler und Interimsinspekteur für Schöne und Industrielle Künste. Aufgrund einer Krebserkrankung verlor er später sein rechtes Bein.

## Galerie

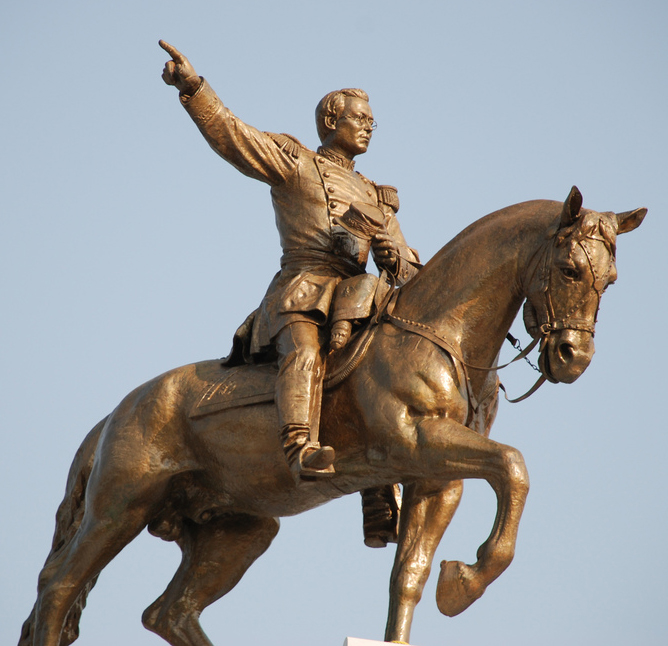
Denkmal für Ignacio Zaragoza
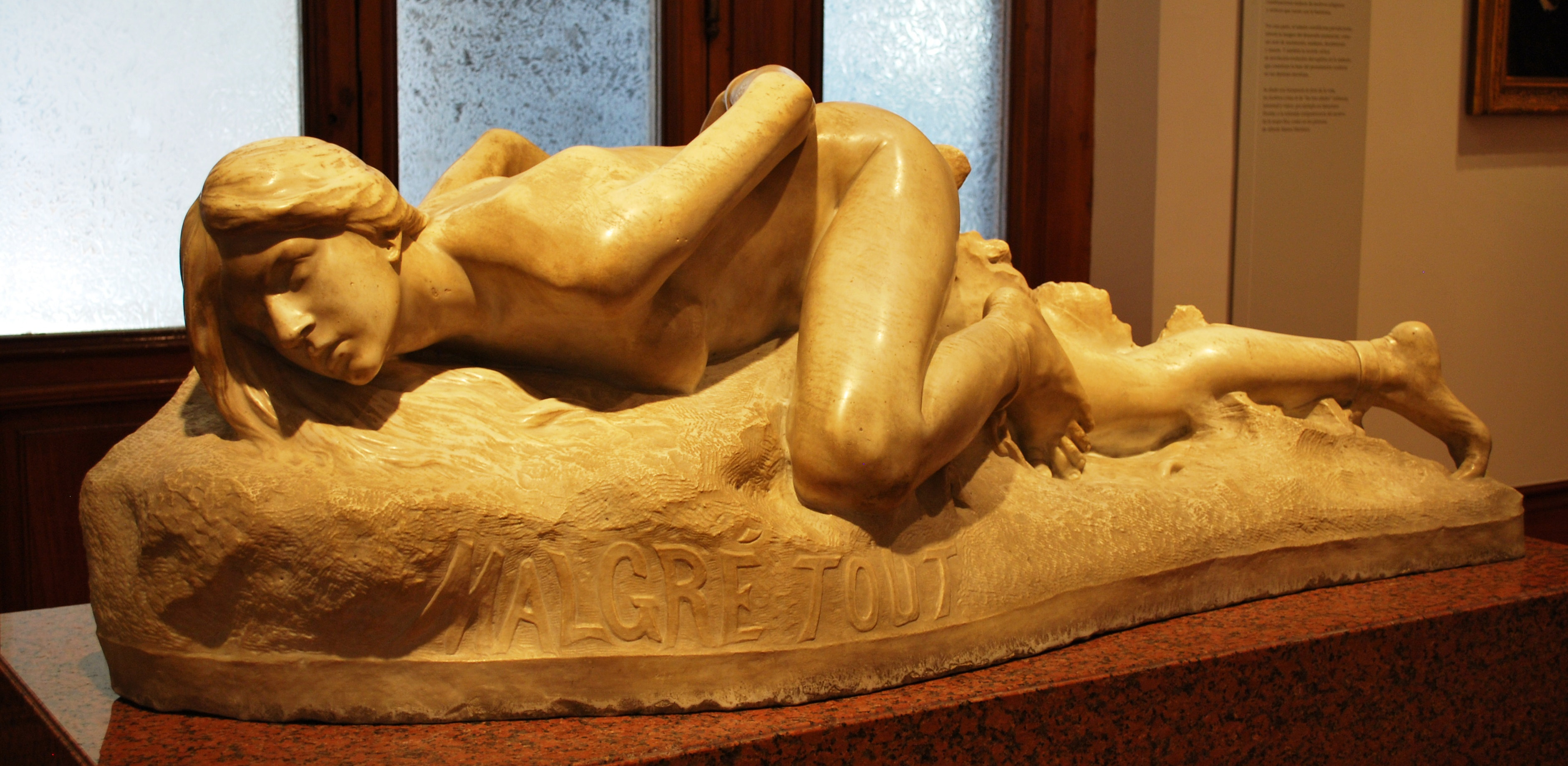
Skulptur Malgré Tout im Museo Nacional de Arte, Mexiko-Stadt
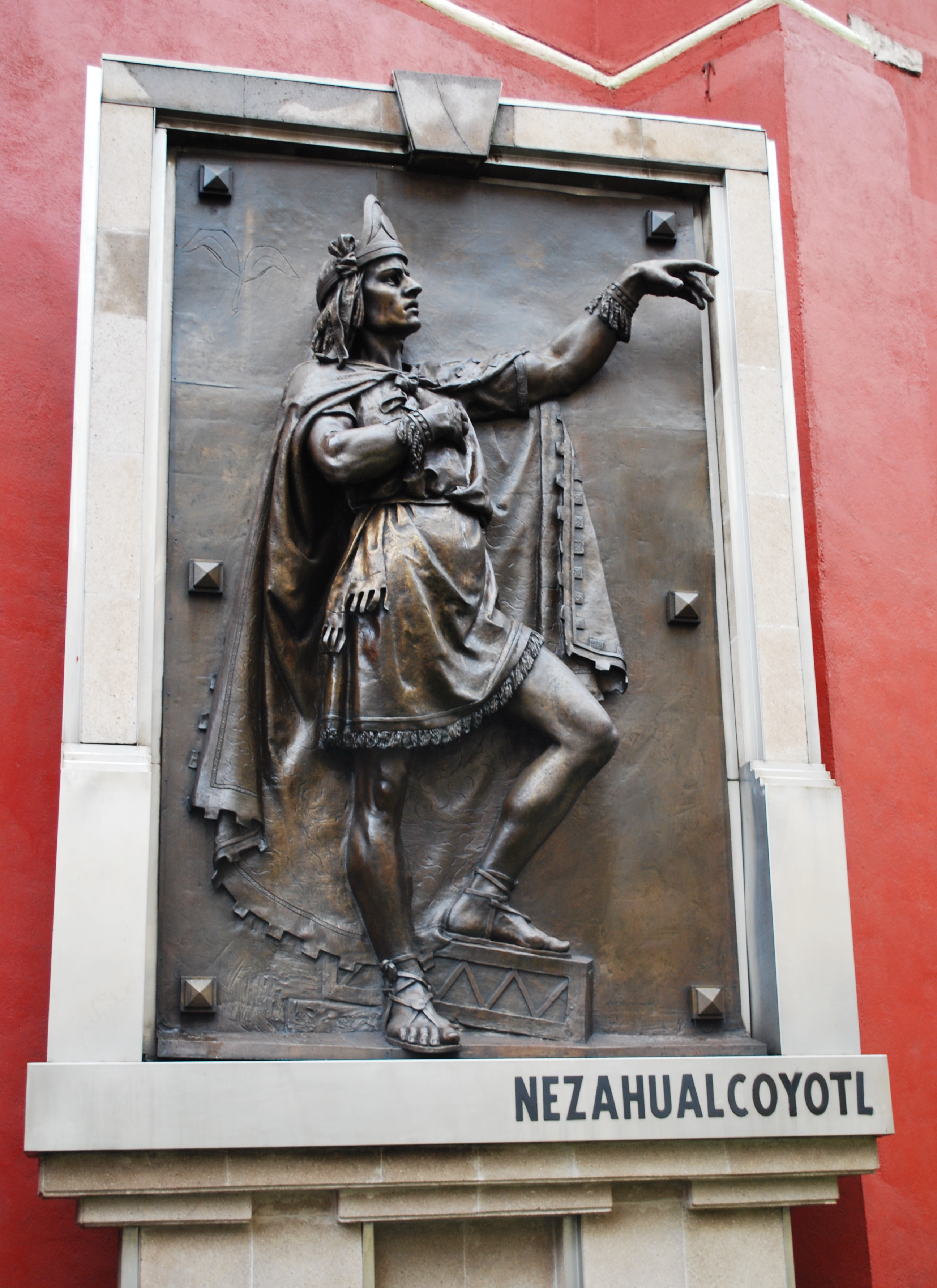
Bronzedenkmal für König Nezahualcoyotl
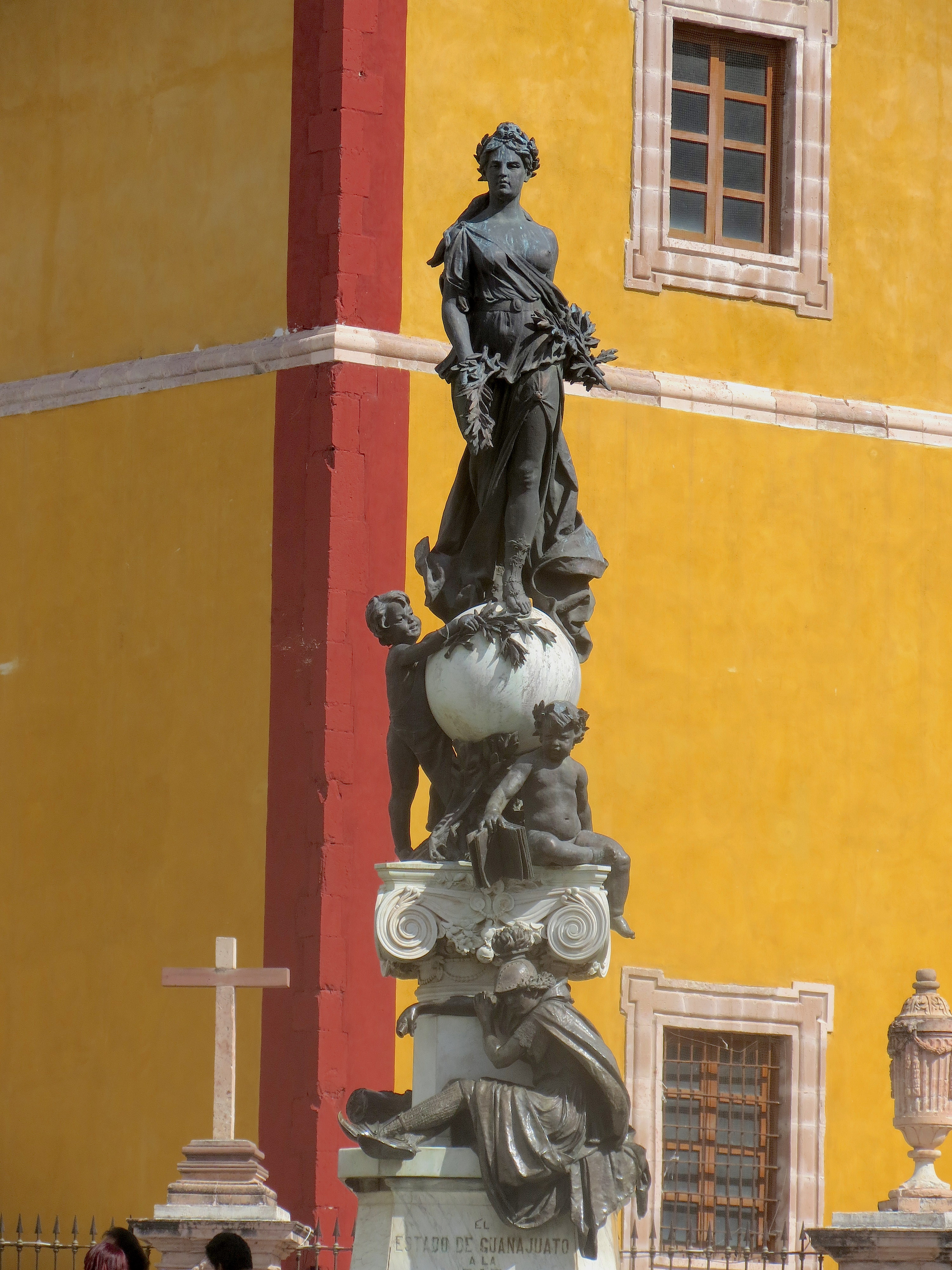
Friedensdenkmal in Guanajuato